# 徐日久
徐日久（1574年—1631年），字子卿，號鲁人，又號真率，浙江西安县（今属浙江衢州市）人，明朝政治人物。同进士出身。

## 生平
丙午浙江鄉試第四十三名舉人，萬曆三十八年（1610年）中庚戌科會試第二十五名，廷试三甲三十六名进士。都察院观政，授直隶上海县知县，四十一年因被弹劾謫官湖廣布政司檢校，本年署江夏縣事。四十三年本省同考，四十五年升工部主事。改兵部职方司主事，贊畫遼東，天啓五年十月被削奪官職。六年四月以寧遠叙捷，准復原職。历任郎中，升福建海道副使，四年调任山东，不久卒。著有《子卿近業》、《江夏紀事》。

## 家族
曾祖徐元甫，淮府典膳；祖徐淳，壽官；父徐一樾，封文林郎江夏知縣；母鄭氏（封孺人）。具慶下。
兄徐日進（庠生）；日達（貢生）；日宣（庠生）；日能；日景（监生）；日榮；日增；日嚴（理問）；日傚（庠生）；日曙（癸卯舉人）；日旺；日乾（廩生）；日炳（庠生）；日和（廩生）。弟日炅（丙午舉人）；日煦（監生）；日近（庠生）；日庠（庠生）；日曉（監生）；日晅（監生）；日階（監生）；日徵（監生）；日昕（庠生）；日大；日鼎（庠生）。